# Rita Ostrovska
Rita Ostrovska (ukrainisch Ріта Островська; * 1953 in Kiew) ist eine ukrainische Künstlerin. Bekannt geworden ist sie vor allem durch ihre Fotoserien, die jüdisches Leben in der Ukraine zeigen. Sie lebt und arbeitet seit 2001 in Kassel.

## Leben und Werk
Ostrovska wuchs in Kiew auf. Sie studierte zunächst in der Technologieabteilung an der Hochschule für Kinoingenieure in Leningrad (St. Petersburg) und anschließend Fotojournalismus in Kiew.
In ihren Werken setzt sich Ostrovska mit Erscheinungsformen des Weggehens und neu Anfangens auseinander, die die jüdische Geschichte seit Jahrhunderten prägen. Von 1989 bis 2001 fotografierte sie traditionelle Orte jüdischen Lebens in der Ukraine, die Schtetl. Sie dokumentierte die Veränderungen durch die massenhafte Auswanderung von Juden aus der ehemaligen Sowjetunion.
Seit 1993 fotografierte sie das Leben jüdischer Emigranten aus der ehemaligen Sowjetunion nach ihrer Ankunft in den USA, in Israel und in Deutschland. Auch die Ausreise aus der Ukraine, das Unterwegssein und das Ankommen ihrer eigenen Familie in Kassel hielt sie mit der Kamera fest.
Eines ihrer großen Projekte ist das Jüdische Album, das aus drei Teilen besteht: Familienalbum, Juden in der Ukraine und Emigranten. Das Leibniz-Institut für jüdische Geschichte und Kultur – Simon-Dubnow in Leipzig zeigt seit November 2021 ausgewählte Fotografien aus den Serien Juden in der Ukraine und Emigranten. Die Fotoserie Juden in der Ukraine ist in einem Bildband bei Hatje Cantz erschienen. Fotos aus der Serie „Meine Emigration“ aus dem Bestand des Jüdischen Museums Berlin werden im JMB Journal „Ukraine“ (2022) vorgestellt.
Ostrovska arbeitet nicht nur mit dem Medium Fotografie, sondern fertigt auch Keramiken an. 2003 bis 2009 studierte sie an der  Kunsthochschule Kassel Visuelle Kommunikation und eröffnete 2010 ihr Atelier für Fotografie, Keramik und Grafik „KunstVision“ in Kassel.
Ostrovskas Arbeiten sind Teil vieler ständiger deutscher und internationaler Sammlungen. Werke befinden sich unter anderem im Jüdischen Museum Berlin, Folkwang Museum Essen, San Francisco Museum of Modern Art, Kunsthaus Zürich und im Jewish Museum New York.

## Auszeichnungen
Beim ersten internationalen Fotofestival in Moskau (1993) wurde Ostrovska als Fotografin des Jahres ausgezeichnet. Im selben Jahr war sie Teilnehmerin des ersten Artslink Fellowship in New York. 1994 erhielt sie ein Stipendium von der Soros-Stiftung und wurde vom Folkwang Museum mit dem Albert Renger-Patzsch-Preis der fotografischen Sammlung ausgezeichnet.

## Ausstellungen (Auswahl)
- 1997–1998: Juden in der Ukraine. Fotografien 1989/1994, Neue Galerie, Kassel
- 1998: Lebensatem, Brandts Museum of Photographic Art, Odense
- 2000: Erosionen. Entschwindende Welt der Schtetl, Zürcher Institut für interreligiösen Dialog, Zürich
- 2005: Anwesenheit, Hessiale 2005, Landeskunstausstellung BBK Hessen, Kassel
- 2011–2012: Photography Calling, Gruppenausstellung, Sprengel-Museum, Hannover
- November 2021 - September 2023: Jüdisches Album. Fotografien von Rita Ostrovska, Dubnow-Institut, Leipzig[9]